# Flore et Halle
Flore et Halle est un salon horticole annuel de l'île de La Réunion, département d'outre-mer français situé dans le sud-ouest de l'océan Indien. Organisée dans la Halle des Manifestations du Port, elle attire 30 000 visiteurs à chaque édition.